# Slaget vid Isandlwana
Slaget vid Isandlwana den 22 januari 1879 var det första stora mötet i Zulukriget mellan det Brittiska imperiet och Zuluriket. Elva dagar efter att den brittiska invasionen påbörjats attackerade en 20 000 man stark zuluarmé en del av den viktigaste brittiska kolumnen bestående av 1 700 till 2 000 blandade brittiska och koloniala soldater. Zulukrigarna var huvudsakligen utrustade med traditionella assegajspjut av järn och sköldar av kohud, men hade även ett antal musköter och gamla gevär trots att de formellt sett inte utbildats i användandet av dem. De brittiska och koloniala trupperna var beväpnade med dåtidens modernaste vapen, bakladdade Martini-Henry gevär, två 7 punds artilleripjäser samt ett artilleribatteri. Trots sin underlägsna vapenteknik överrumplade de numerärt överlägsna zuluerna slutligen de dåligt ledda och illa utnyttjade britterna och dödade över 1 300 soldater, däribland alla ute på skottlinjen. Zuluarmén led förluster på cirka 1 000 döda.
Slaget var en avgörande seger för zuluerna och den brittiska armén hade fått sitt värsta nederlag sedan första anglo-afghanska kriget. Dock ledde nederlaget till att Storbritannien intog en mycket mer aggressiv strategi i Zulukriget, vilket resulterade i en kraftigt förstärkt andra invasion och brittisk seger 4 juli 1879.